# Apollo 18: Mission to the Moon
Apollo 18: Mission to the Moon, chiamato solo Apollo 18 in copertina, è un videogioco di simulazione di missione spaziale pubblicato nel 1987 per Commodore 64 e nel 1988 per MS-DOS dalla Accolade.
Prende il nome dal programma Apollo, serie di missioni spaziali statunitensi che nella realtà era terminata con la numero 17.

## Modalità di gioco
Apollo 18 simula una missione completa, dal decollo all'allunaggio e al rientro sulla Terra, ed è composto da sette parti consecutive, che possono comprendere anche più sottofasi, con obiettivi e funzionamento diversi. Un risultato insufficiente in una fase può portare ad abortire la missione o a disastri peggiori.
Le fasi hanno meccaniche d'azione che richiedono riflessi rapidi e tempismo preciso, oppure movimenti attenti e calcolati.
In tutte le parti, oltre alla schermata grafica, si può consultare una schermata di puro testo con la telemetria, dove fare eventuali aggiustamenti fino a ottenere il go per procedere.
Si inizia con una schermata dell'interno del centro di controllo missione, dove si segue il decollo. Il grande schermo del centro mostra il razzo, mentre in basso si ha un quadro strumenti. Il giocatore deve fermare più volte un indicatore di errore a barra mobile al punto giusto, per mantenere l'errore medio basso. Nell'ultima parte del lancio si controllano gli autogiro del razzo cercando di evitare deviazioni dalla traiettoria.
Giunti in orbita, le inquadrature passano a bordo della navicella e bisogna separare e poi riunire il modulo principale al modulo lunare. Controllando centratura e velocità, si deve ottenere un avvicinamento abbastanza lento e preciso.
Segue l'avvicinamento alla luna, durante il quale si devono fare manovre di correzione della rotta con accensioni temporizzate dei razzi. 
Per la discesa sulla superficie con il modulo lunare si deve cercare di rimanere entro un corridoio di discesa, dando le spinte necessarie con i motori per rallentare.
Dopo l'allunaggio, uno degli astronauti inquadrato in terza persona di lato deve effettuare una passeggiata lunare per raggiungere il Surveyor 3 e prelevarne dei pezzi. La distanza va percorsa nel più breve tempo possibile, regolando i balzi senza perdere l'equilibrio. Bisogna tornare poi a bordo del modulo lunare prima che termini l'ossigeno.
Sulla via del ritorno alla Terra c'è un'altra missione da compiere. Un astronauta deve uscire dalla navicella e compiere una passeggiata spaziale per raggiungere un satellite artificiale in avaria. La visuale è in terza persona fissa, ma nell'avvicinamento bisogna tenere conto delle tre dimensioni dello spazio con l'aiuto di un indicatore a tre assi.
L'ultima parte è il rientro con ammaraggio, di nuovo con inquadratura a bordo della navicella. L'angolo di rientro in atmosfera va regolato mantenendo centrato un indicatore a croce, per limitare il surriscaldamento della capsula.
Dopo ogni avanzamento importante viene mostrata un'immagine con la Terra e la luna e un pallino che indica la posizione raggiunta. Alla fine della missione viene assegnato un punteggio per ognuna delle sette fasi e una media complessiva.
La versione Commodore 64 è dotata di sintesi vocale in inglese delle comunicazioni con il centro di comando, distribuita in quasi tutte le fasi, con una quantità di parlato notevole per l'epoca.

## Accoglienza
Nella versione Commodore 64, Apollo 18 di solito fu molto apprezzato dalla critica europea e nordamericana, con elogi alla grafica, al sonoro e alla cura della simulazione, e con valutazioni complessive spesso equivalenti a 80% o più, da parte di riviste come Zzap!, Tilt, Commodore User, Aktueller Software Markt e RUN.
Erano rari i difetti evidenziati, come la documentazione cartacea male organizzata secondo Compute!'s Gazette, o la scarsa variabilità delle situazioni rispetto al corso prestabilito (ma è anche un elemento di realismo) secondo Commodore Gazette. Zzap! aveva dubbi sulla longevità del gioco una volta completata la missione, mentre al contrario Commodore Magazine riteneva il meccanismo di punteggi un buon incentivo a rigiocare.
Una delle poche recensioni complessivamente insoddisfatte fu quella di ACE, che non apprezzava il gameplay basato più su test di riflessi che sulla simulazione.
La successiva conversione per MS-DOS, dotata di grafica adeguata se si disponeva di scheda EGA, non apportava miglioramenti rispetto al Commodore 64 ed è più debole nel sonoro.